# Пятисотники
Пятисотники — машинисты локомотивов — передовики железнодорожного транспорта СССР.
Движение пятисотников возникло в 1935 году, а особенно широкое распространение получило в послевоенный период, начиная с 1949 года
Пятисотники ставили своей задачей обеспечить пробег паровозов не менее 500 км в сутки при безусловном соблюдении ПТЭ и экономии топлива.